# Exenterus similis
Exenterus similis là một loài tò vò trong họ Ichneumonidae.